# ريزوماتا (إماثيا)
ريزوماتا (Ριζώματα) هي مدينة في إيماثيا في مقاطعة فوريا إلادا في اليونان.